# Зита и Гита
«Зи́та и Ги́та» (хинди सीता और गीता; Seeta Aur Geeta; Сита и Гита) — индийский фильм режиссёра Рамеша Сиппи, вышедший в прокат в 1972 году и занявший в Индии первое место в списке самых кассовых фильмов этого года. Фильм вышел в кинопрокат в СССР в 1976 году и имел большую популярность: его посмотрели 55,2 млн человек. Сюжет рассказывает о двух сёстрах-близнецах, разлученных в младенчестве, которых сыграла популярная актриса тех лет Хема Малини.

## Сюжет
Ночью во время сильного ливня богатая супружеская пара едет в больницу, потому что у жены начались схватки. Понимая, что до больницы не успеть, пара останавливается в ближайшей хижине, принадлежащей другой супружеской паре, цыганам. Пока мужчины ищут доктора, у женщины начинаются роды и их принимает цыганка. Наутро, когда супруги с новорождённой малышкой на руках отправляются домой, цыганка показывает мужу, что на самом деле ночью родились близняшки, но она оставила одну из девочек себе. Родные родители назвали дочь Зитой, приёмные — Гитой.
Проходит 18 лет. Зита живёт в роскошном доме родителей с бабушкой, тётей Каушальей, дядей Бадринатхом, их детьми и братом Каушальи Ранджитом. Родители Зиты умерли, но оставили ей в наследство дом и большое состояние семьи, однако Зита лишена возможности распоряжаться им, потому что по завещанию она должна находиться под опекой дяди и тёти до замужества. Из-за этого в доме фактически всем заправляет Каушалья, которая держит племянницу на положении прислуги и вместе с дочерью Шейлой всячески третирует девушку, заставляя выполнять всю работу по дому, а Ранджит при каждом удобном случае делает в отношении Зиты непристойные вульгарные намёки, потому что хочет на ней жениться, чтобы сохранить её состояние в пределах их семьи. Хорошие отношения у Зиты только с дядей, его сыном и бабушкой, но первый под каблуком у жены, второй слишком мал, а третья немощна, и поэтому они при всём желании не могут защитить её от гнёта.
Тем временем Гита зарабатывает на жизнь, устраивая цирковые представления вместе с соседом Ракой и мальчиком Чино. Несмотря на зеркальную внешность, характеры у сестёр полярно разные: воспитывавшаяся в тепличных условиях Зита скромна и стеснительна, Гита, выросшая в бедном квартале, — строптива и самоуверенна. Гупта, семейный адвокат, который не знает истинного положения дел, находит для Зиты жениха (думая, что Каушалья и Бадринатх тяготятся положением опекунов Зиты), доктора Рави, но тётушка, не желая терять деньги, которые она получает на содержание племянницы, представляет её в худшем свете. Доведённая до отчаяния домогательствами Ранджита Зита решает покончить с жизнью, спрыгнув с моста. А Гита, поссорившись с матерью, уходит из дома.
Свидетелями попытки самоубийства Зиты становятся Рака и Чино, которые как раз рыбачили неподалёку. Рака спасает девушку и, разумеется, принимает ту за свою напарницу. А Гиту аналогично забирают к себе родственники Зиты. Девушки решают остаться на чужих — для каждой из них — местах. Добрая и отзывчивая Зита начинает нравиться дебоширу Раке, и ради неё он меняется к лучшему. А Гита, легко давшая отпор своим злым родственникам (Ранджита она даже отхлестала ремнём, которым тот ранее избивал Зиту), очаровывает доктора Рави. Однако боясь, что, когда он узнает о подмене, то откажется от неё, в назначенный день она срывает свадьбу.
Ранджит, увидев Зиту на базаре, а затем услышав мысли Гиты вслух, догадывается, что девушки поменялись местами. Он похищает Зиту, намереваясь на ней жениться, чтобы прибрать к рукам её деньги, а на Гиту заявляет в полицию. Гиту арестовывают.
Рака освобождает девушку, а Чино узнаёт, где держат Зиту. Гита, Рака, Рави и Чино отправляются ей на помощь и вступают в схватку с Ранджитом и его людьми. В итоге всех злодеев арестовывает полиция, а Зита и Гита выходят замуж за своих возлюбленных (на свадьбе в качестве прислуги присутствует и тётушка Каушалья).

## В ролях
| Актёр            | Роль                                        | Актёр озвучивания   |
| ---------------- | ------------------------------------------- | ------------------- |
| Хема Малини      | Зита / Гита                                 | Надежда Румянцева   |
| Дхармендра       | Рака, возлюбленный Зиты                     | Владимир Ферапонтов |
| Санджив Кумар    | Рави, возлюбленный Гиты                     | Феликс Яворский     |
| Манорама         | Каушалья, тётя Зиты и Гиты                  | Ольга Маркина       |
| Сатьендра Каппу  | Бадринатх, дядя Зиты и Гиты                 | Константин Тыртов   |
| Рупеш Кумар      | Ранджит, брат Каушальи                      | Александр Белявский |
| Пратима Деви     | бабушка Зиты и Гиты                         | Лариса Данилина     |
| Радхика Рани     | Лила, приёмная мать Гиты \|Ариадна Шенгелая |                     |
| Хани Ирани       | Шейла, дочь Каушальи                        |                     |
| Аланкар Джоши    | сын Каушальи                                | Татьяна Канаева     |
| Мастер Рави      | Чинна, помощник Раки                        |                     |
| Камал Капур      | отец Рави                                   |                     |
| Ратхамала        | мать Рави                                   |                     |
| Кешав Рана       | Рана, инспектор \|Олег Мокшанцев            |                     |
| Дев Кишан        | Раму, слуга                                 |                     |
| Абхи Бхаттачария | отец Зиты и Гиты                            |                     |
| Дулари           | Рама, мать Зиты и Гиты                      |                     |
| Асит Сен         | муж Лилы \|Николай Граббе                   |                     |
| Асрани           | доктор                                      |                     |

## Производство
Первоначально двойная роль близнецов была предложена актрисе Мумтаз, которая ранее снялась в одной из главных ролей в супер-хите «Рам и Шиам» (1967), ставшем первым фильмом о близнецах, разделённых после их рождения. Но продюсер и актриса не достигли компромисса по сумме гонорара. Только после этого в фильм была приглашена Хема Малини. Также на роль претендовала актриса Нутан, в итоге отказавшаяся, поскольку роль не подходила её возрасту.

## Саундтрек
| №  | Название                     | Исполнители                 | Длительность |
| -- | ---------------------------- | --------------------------- | ------------ |
| 1. | «Koi Ladki Mujhe Kal»        | Лата Мангешкар, Кишор Кумар | 4:20         |
| 2. | «O Saathi Chal»              | Аша Бхосле, Кишор Кумар     | 4:29         |
| 3. | «Zindagi Hai Khel»           | Манна Дей, Аша Бхосле       | 4:43         |
| 4. | «Haan Ji Haan Maine Sharaab» | Лата Мангешкар              | 5:26         |
| 5. | «Abhi to Haath Mein Jaam»    | Манна Дей                   | 5:31         |
| 6. | «Music»                      | без вокала                  | 1:26         |
| 7. | «Title Music»                | без вокала                  | 2:22         |

## Ремейки
Благодаря популярности, фильм был переснят на двух языках: в 1973 году — на телугу как Ganga Manga, а в 1974 году — на тамильском языке как Vani Rani. В обоих фильмах ведущей актрисой была Ванишри, а режиссёром — Тапи Чанакья. Второй ремейк стал его последней работой. В 1989 году вышла новая версия фильма на хинди под названием «Плутовка» со Шридеви в главной роли.